# Khadi
El terme khādī or khaddar (devanagari: खद्दर, nastaliq: کھدر) significa cotó. El khadi és el teixit de tela indi filat a mà. Les matèries primeres poden ser de cotó, seda o llana, els fil s'obté fent girar una filosa anomenada charkha. És un teixit versàtil, fresc a l'estiu i càlid a l'hivern. No obstant això, és una forma més crua del material, s'arruga molt més ràpid que altres preparacions de cotó. Per tal de millorar l'aspecte, el khadi sovint s'emmidona per tal de tenir una forma més rígida. Està àmpliament acceptat en els cercles de la moda.
Khadi no és només un drap, fou tot un moviment iniciat per Mohandas Gandhi. El moviment Khadi estava dirigit a boicotejar els productes estrangers i la promoció dels productes indis, la qual cosa millorà l'economia de l'Índia. Mahatma Gandhi va començar a promoure la rotació de Khadi per al desenvolupament d'autoocupació i autosuficiència rurals (en comptes d'usar un drap de fabricació industrial de Gran Bretanya) en l'Índia en la dècada del 1920, llavors el khadi fou una part integral i la icona del Moviment Swadeshi. La lluita per la llibertat girava al voltant de la utilització de teixits de khadi i l'abandonament de la roba fabricada a l'estranger. Quan algunes persones es van queixar de l'alt preu del khadi a Mahatma Gandhi, ell va començar a usar tan sols un tapall. Per tant, simbolitzava les idees polítiques i la pròpia independència, i fins avui la majoria dels polítics a l'Índia només es veuen en roba khadi. La bandera de l'Índia només pot ser feta d'aquest material, encara que en la pràctica molts fabricants de la bandera, especialment els que estan fora de l'Índia, ignoren aquesta regla.